# The Keep
The Keep is een Amerikaanse film van regisseur Michael Mann uit 1983 en is gebaseerd op het boek The Keep van schrijver F. Paul Wilson.

## Verhaal
De film vertelt het verhaal van een verlaten Roemeense citadel (The Keep), waarin een gevaarlijke demon woont.
Op een dag wil de Duitse Wehrmacht de citadel in beslag nemen en haar gebruiken als een controlepost. Maar dan komt de demon in actie en vermoordt enkele Duitse soldaten. De Einsatzkommando's komen de zaak onderzoeken en denken dat de soldaten door burgers gedood zijn. Maar de komst van de Einsatzkommando's maakt de demon alleen maar kwader en al gauw moeten ook de deze er aan geloven.
Uiteindelijk besluiten de Duitsers om een joodse professor op te sporen. Die professor bestuurde de citadel al eerder en hij is de enige die voor een oplossing kan zorgen. De professor kan de demon bevrijden maar wordt belemmerd door een mysterieuze vreemdeling. Die vertelt dat de demon even slecht is als de Duitse soldaten. Het komt tot een gevecht, waarin de demon sterft en de vreemdeling (een bovennatuurlijk wezen) dodelijk gewond raakt.

## Rolverdeling
| Acteur          | Personage               |
| --------------- | ----------------------- |
| Scott Glenn     | Glaeken Trismegestus    |
| Ian McKellen    | Dr. Theodore Cuza       |
| Gabriel Byrne   | Majoor Kaempffer        |
| Robert Prosky   | Pastoor Fonescu         |
| Alberta Watson  | Eva Cuza                |
| Jürgen Prochnov | Kapitein Klaus Woermann |

## In populaire cultuur
Elementen uit deze film (een groep soldaten in een verlaten burcht, een zilveren kruis in een muur, een monster dat bevrijd wordt wanneer het kruis wordt weggenomen, de geheimzinnige vreemdeling die het geheim van de burcht kent) werden door tekenaar Karel Biddeloo overgenomen in het stripalbum Vrykolakas (1985), uit de reeks De Rode Ridder.